# Scott Drinkwater

a Compétitions nationales et continentales officielles uniquement.

Scott Drinkwater, né le 15 mai 1997 à Penrith (Australie), est un joueur de rugby à XIII australien évoluant au poste d'arrière  ou de demi d'ouverture.
Grand espoir du rugby à XIII australien, il fréquente la sélection scolaire australienne puis intègre l'équipe junior du Melbourne Storm. Cantonné à l'équipe réserve de Melbourne, les Easts Tigers en 2018, il prend part à sa première rencontre de National Rugby League en 2018 avec Melbourne. Il met fin à son contrat avec Melbourne en juin 2019 pour signer aux North Queensland Cowboys. avec ce dernier, il est immédiatement titulaire alternativement au poste d'arrière ou de demi d'ouverture et est considéré comme l'un des meilleurs joueurs de la NRL prenant part aux bons résultats de son club.

## Biographie
Né à Penrith, Scott pratique dans sa jeunesse le rugby à XIII à l'instar de son frère Josh Drinkwater, également joueur professionnel.

## Palmarès
- Collectif :
  - Finaliste du National Rugby League : 2018[1] (Melbourne).

### En club

#### Statistiques
| Saison | Club                     | Compétition           | Matchs | Points | Essais | Goals | Drops |
| ------ | ------------------------ | --------------------- | ------ | ------ | ------ | ----- | ----- |
| 2019   | Melbourne Storm          | National Rugby League | 1      | 4      | 1      | -     | -     |
| 2019   | North Queensland Cowboys | National Rugby League | 10     | 12     | 3      | -     | -     |
| 2020   | North Queensland Cowboys | National Rugby League | 16     | 8      | 2      | -     | -     |
| 2021   | North Queensland Cowboys | National Rugby League | 24     | 42     | 5      | 11    | -     |
| 2022   | North Queensland Cowboys | National Rugby League | 22     | 52     | 11     | 4     | -     |